# شعب الجزائر مسلم
شَعْـبُ الْجَزَائِرِ مُسْلِمٌ هي أنشودة وطنية من بين الأناشيد الوطنية الجزائرية.

## القصيدة

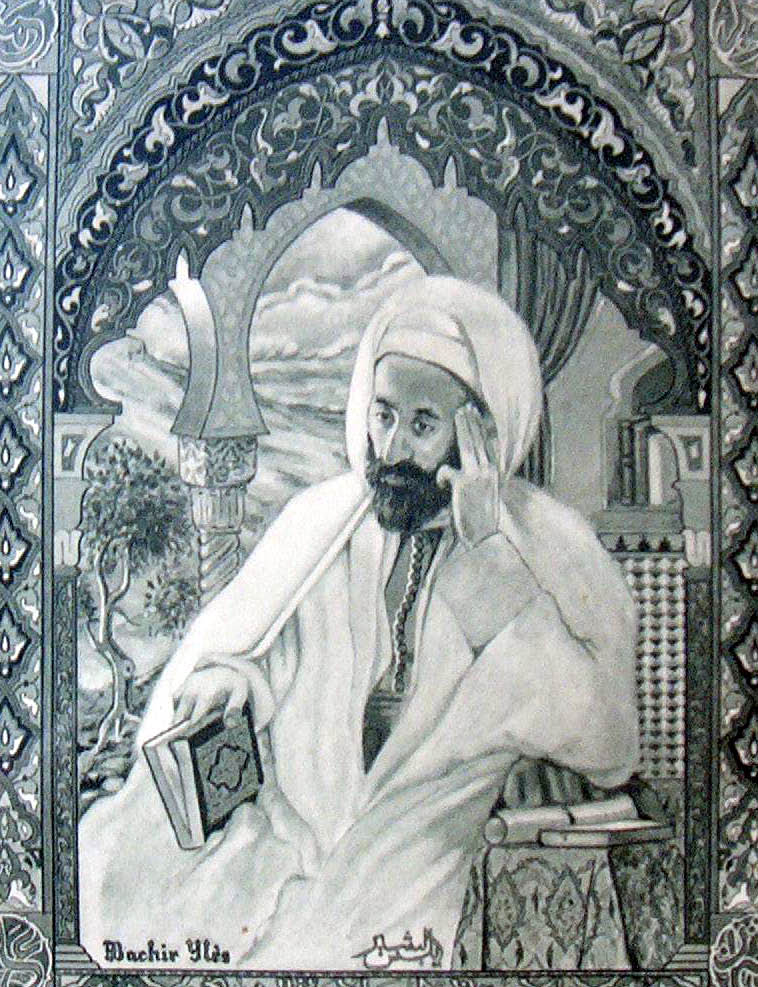
الإمام عبد الحميد بن باديس

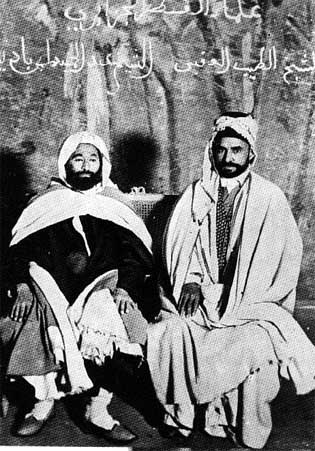
الإمام عبد الحميد بن باديس

علم الجزائر

جغرافيا الجزائر

علم الجزائر

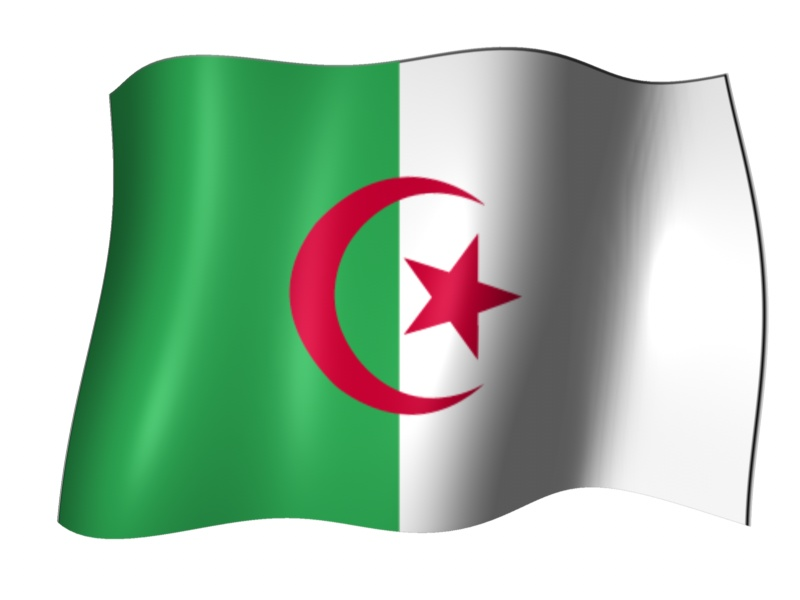
علم الجزائر

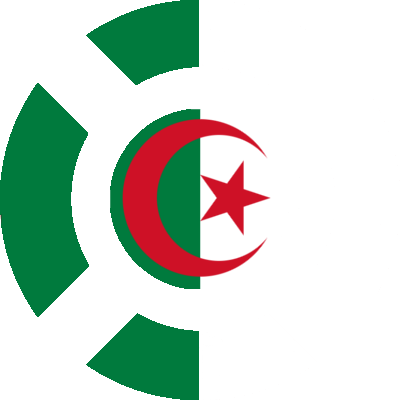
علم الجزائر

علم الجزائر

هذه الأنشودة الوطنية ألفها عبد الحميد بن باديس ولحنها الأمين بشيشي
وهذا النشيد قد ارتجله الشيخ عبد الحميد بن باديس في حفل أقامته مدرسة التربية والتعليم بقسنطينة يوم 27 رمضان 1356هـ، الموافق ليوم 30 نوفمبر 1937م، بمناسبة إحياء ليلة القدر
وتُعتبر هذه الأنشودة من أشهر النصوص الثورية التي خلدت ثورة تحرير الجزائر
وتتكون قصيدتها من خمسة عشر بيتا شعريا مقروضا وفق عروض بحر المتقارب.
وقد تم الأداء الفني لهذه الأبيات من طرف الفرقة الفنية لجبهة التحرير الوطني قبل استقلال الجزائر.
وأداها جماعيا كل من فناني أوركسترا الإذاعة الجزائرية، وأوركسترا التلفزيون الجزائري، وكذلك أوركسترا أوبرا الجزائر
كما أن وزارة التربية الجزائرية قد اعتمدت هذا النشيد مع قَسَمًا، واشهدي يا سماء، وجزائرنا يا بلاد الجدود، وعليك مني سلام يا أرض أجدادي، ويا شهيد الوطن، ونحن طلاب الجزائر، في برامجها التكوينية

## نص النشيد
ـــــــــــــــــــــــــــــــــــــــــــــــــــــــــــــــــــــــــــــــــــــــــــــــ
شَـعْـبُ الْجَـزَائِـرِ مُــسْــلِــمٌ   .....    وَإِلىَ الْـعُـرُوبَةِ يَـنْتَـسِـبْ
مَنْ قَــالَ حَـادَ عَـنْ أَصْـلِـهِ   .....    أَوْ قَــالَ مَـاتَ فَـقَـدْ كَـذَبْ
أَوْ رَامَ إِدْمَــــــاجًـــــا لَــــهُ   .....    رَامَ الْـمُحَـالَ مِنَ الطَّـلَـبْ
ـــــــــــــــــــــــــــــــــــــــــــــــــــــــــــــــــــــــــــــــــــــــــــــــ
يَـا نَـشْءُ أَنْــتَ رَجَــاؤُنَـــا..... وَبِـكَ الصَّبَـاحُ قَـدِ اقْـتَرَبْ
خُـــذْ لِلْـحَــيَــاةِ سِــلاَحَــهَـا..... وَخُـضِ الْخُطُوبَ وَلاَ تَهَبْ
ـــــــــــــــــــــــــــــــــــــــــــــــــــــــــــــــــــــــــــــــــــــــــــــــ
شَـعْـبُ الْجَـزَائِـرِ مُــسْــلِــمٌ   .....    وَإِلىَ الْـعُـرُوبَةِ يَـنْتَـسِـبْ
مَنْ قَــالَ حَـادَ عَـنْ أَصْـلِـهِ   .....    أَوْ قَــالَ مَـاتَ فَـقَـدْ كَـذَبْ
أَوْ رَامَ إِدْمَــــــاجًـــــا لَــــهُ   .....    رَامَ الْـمُحَـالَ مِنَ الطَّـلَـبْ
ـــــــــــــــــــــــــــــــــــــــــــــــــــــــــــــــــــــــــــــــــــــــــــــــ
وَارْفَــــعْ مَـــــنَــــارَ الْــــعَــــدْلِ..... وَالإِحْسَانِ وَاصْدُمْ مَنْ غَصَبْ
وَاقْـلَــعْ جُــذُورَ الْــخَــائِــنِــيــنَ..... فَــمِــنْـــهُـــمُ كُـــلُّ الْــعَــطَــبْ
ـــــــــــــــــــــــــــــــــــــــــــــــــــــــــــــــــــــــــــــــــــــــــــــــ
شَـعْـبُ الْجَـزَائِـرِ مُــسْــلِــمٌ   .....    وَإِلىَ الْـعُـرُوبَةِ يَـنْتَـسِـبْ
مَنْ قَــالَ حَـادَ عَـنْ أَصْـلِـهِ   .....    أَوْ قَــالَ مَـاتَ فَـقَـدْ كَـذَبْ
أَوْ رَامَ إِدْمَــــــاجًـــــا لَــــهُ   .....    رَامَ الْـمُحَـالَ مِنَ الطَّـلَـبْ
ـــــــــــــــــــــــــــــــــــــــــــــــــــــــــــــــــــــــــــــــــــــــــــــــ
وَأَذِقْ نُـفُوسَ الـظَّــالِـمِـينَ..... سُـمًّـا يُـمْـزَجُ بِالرَّهَـبْ
وَاهْـزُزْ نُـفُـوسَ الْجَـامِدِينَ..... فَرُبَّـمَـا حَـيَّ الْـخَـشَـبْ
ـــــــــــــــــــــــــــــــــــــــــــــــــــــــــــــــــــــــــــــــــــــــــــــــ
شَـعْـبُ الْجَـزَائِـرِ مُــسْــلِــمٌ   .....    وَإِلىَ الْـعُـرُوبَةِ يَـنْتَـسِـبْ
مَنْ قَــالَ حَـادَ عَـنْ أَصْـلِـهِ   .....    أَوْ قَــالَ مَـاتَ فَـقَـدْ كَـذَبْ
أَوْ رَامَ إِدْمَــــــاجًـــــا لَــــهُ   .....    رَامَ الْـمُحَـالَ مِنَ الطَّـلَـبْ
ـــــــــــــــــــــــــــــــــــــــــــــــــــــــــــــــــــــــــــــــــــــــــــــــ
مَنْ كَــانَ يَبْغِـي وُدَّنَــا..... فَعَلَى الْكَــرَامَــةِ وَالـرَّحَبْ
أوْ كَـــانَ يَبْغِـي ذُلَّـنـَا..... فَلَهُ الْـمـَهَـانَـةُ وَالْـحَـرَبْ
ـــــــــــــــــــــــــــــــــــــــــــــــــــــــــــــــــــــــــــــــــــــــــــــــ
شَـعْـبُ الْجَـزَائِـرِ مُــسْــلِــمٌ   .....    وَإِلىَ الْـعُـرُوبَةِ يَـنْتَـسِـبْ
مَنْ قَــالَ حَـادَ عَـنْ أَصْـلِـهِ   .....    أَوْ قَــالَ مَـاتَ فَـقَـدْ كَـذَبْ
أَوْ رَامَ إِدْمَــــــاجًـــــا لَــــهُ   .....    رَامَ الْـمُحَـالَ مِنَ الطَّـلَـبْ
ـــــــــــــــــــــــــــــــــــــــــــــــــــــــــــــــــــــــــــــــــــــــــــــــ
هَـذَا نِـظَـامُ حَـيَـاتِـنَـا..... بِالـنُّـورِ خُــطَّ وَبِاللَّـهَـب
حَتَّى يَعُودَ لِـقَــوْمِــنَـا..... مِنْ مَجْــدِهِمْ مَــا قَدْ ذَهَبْ
ـــــــــــــــــــــــــــــــــــــــــــــــــــــــــــــــــــــــــــــــــــــــــــــــ
شَـعْـبُ الْجَـزَائِـرِ مُــسْــلِــمٌ   .....    وَإِلىَ الْـعُـرُوبَةِ يَـنْتَـسِـبْ
مَنْ قَــالَ حَـادَ عَـنْ أَصْـلِـهِ   .....    أَوْ قَــالَ مَـاتَ فَـقَـدْ كَـذَبْ
أَوْ رَامَ إِدْمَــــــاجًـــــا لَــــهُ   .....    رَامَ الْـمُحَـالَ مِنَ الطَّـلَـبْ
ـــــــــــــــــــــــــــــــــــــــــــــــــــــــــــــــــــــــــــــــــــــــــــــــ
هَــذَا لَكُمْ عَـهْــدِي بِـهِ ..... حَتَّى أُوَسَّــدَ فِي الـتُّـرَبْ
فَــإِذَا هَلَكْتُ فَصَيْـحَـتِـي ..... تَحْيـَا الْجَـزَائِـرُ وَالْـعَـرَبْ
ـــــــــــــــــــــــــــــــــــــــــــــــــــــــــــــــــــــــــــــــــــــــــــــــ
شَـعْـبُ الْجَـزَائِـرِ مُــسْــلِــمٌ   .....    وَإِلىَ الْـعُـرُوبَةِ يَـنْتَـسِـبْ
مَنْ قَــالَ حَـادَ عَـنْ أَصْـلِـهِ   .....    أَوْ قَــالَ مَـاتَ فَـقَـدْ كَـذَبْ
أَوْ رَامَ إِدْمَــــــاجًـــــا لَــــهُ   .....    رَامَ الْـمُحَـالَ مِنَ الطَّـلَـبْ
ـــــــــــــــــــــــــــــــــــــــــــــــــــــــــــــــــــــــــــــــــــــــــــــــ

### المؤلفون
- عبد الحميد بن باديس
- الأمين بشيشي

## وصلات خارجية

### فيديوهات
- أنشودة: شعب الجزائر مسلم، وإلى العروبة ينتسب على يوتيوب
- أنشودة: شعب الجزائر مسلم، وإلى العروبة ينتسب على يوتيوب
- أنشودة: شعب الجزائر مسلم، وإلى العروبة ينتسب على يوتيوب
- أنشودة: شعب الجزائر مسلم، وإلى العروبة ينتسب على يوتيوب
- أنشودة: شعب الجزائر مسلم، وإلى العروبة ينتسب على يوتيوب